# Дониел Луна
Доние́л Лу́на (англ. Donyale Luna; настоящее имя — Пе́гги Энн Фри́ман (англ. Peggy Anne Freeman); 31 августа 1945, Детройт, Мичиган — 17 мая 1979, Рим) — американская актриса и фотомодель.

## Биография
Пегги Энн Фриман (настоящее имя Дониел Луна) родилась в Детройте, Мичиган, в семье Натаниэля Эй Фримана и Пегги Фриман (в девичестве Херцог). Её отец был застрелен её матерью в январе 1965 года во время семейной ссоры. Имела две старших сестры.
Взяв псевдоним Дониел Луна, она начала свою карьеру в качестве фотомодели в 1965 году со съёмки в журнале Harper’s Bazaar. В 1965—1972 годах она снялась в пяти фильмах.
В 1960-х годах Луна 10 месяцев была замужем за актёром, чьё имя осталось неизвестным. Вскоре после развода она вышла замуж во второй раз за Луиджи Каццанига. В этом браке она родила своего единственного ребёнка — дочь Дрим Каццанига (род. 1977), которая также как и её мать стала актрисой.
34-летняя Дониел Луна умерла от передозировки героина 17 мая 1979 года в римском госпитале в Италии.